# Barichneumon arakawai
Barichneumon arakawai är en stekelart som först beskrevs av Tohru Uchida 1925.  Barichneumon arakawai ingår i släktet Barichneumon och familjen brokparasitsteklar. Inga underarter finns listade.